# Fiorella D'Croz Brusatin
Fiorella D'Croz es una destacada deportista colombiana que inició su carrera deportiva en la natación en el Club Flamingo de Cali y luego se dedicó a la especialidad de triatlón. Nacida en la ciudad de Cali, Valle del Cauca, inició su práctica deportiva en triatlón en el año 1998, participando en diferentes competencias departamentales y nacionales. Fue campeona panamericana en Panamá 2011, campeona nacional en Evento Prejuegos Nacionales de Triathlon Colombia 2011, y campeona de Centroamérica y del Caribe en Mayagüez 2010.

## Trayectoria
La trayectoria deportiva de Fiorella D'Croz se identifica por su participación en los siguientes eventos nacionales e internacionales:

### Juegos Centroamericanos y del Caribe
Fue reconocido su triunfo de ser la primera triatleta con el mayor número de medallas de la selección de Colombia en los Juegos Centroamericanos y del Caribe de Mayagüez 2010.

#### Juegos Centroamericanos y del Caribe de Mayagüez 2010
Su desempeño en la vigésima primera edición de los juegos, se identificó por ser la primera triatleta con el mayor número de medallas entre todos los participantes del evento, con un total de 3 medallas:
- , Medalla de plata: Equipos
- , Medalla de plata: Mixto
- , Medalla de bronce: Distancia